# Вилькицкий, Андрей Ипполитович
Андре́й Ипполи́тович Вильки́цкий (1 [13] июля 1858, Борисовский уезд, Минская губерния, Российская империя (ныне Докшицкий район, Витебская область, Беларусь) —  26 февраля [11 марта] 1913, Санкт-Петербург, Российская империя) — русский гидрограф, геодезист, исследователь морей Северного Ледовитого океана, генерал корпуса гидрографов, начальник Главного гидрографического управления.

## Биография
Выходец из мелкопоместной православной шляхты Борисовского уезда Минской губернии. Учился в гимназии.
Начал службу на Балтийском флоте юнкером 20 декабря 1875 года. В 1876 году плавал на двухбашенной броненосной лодке «Смерч» в Финском заливе.
30 апреля 1877 года, после сдачи экзаменов в специальном юнкерском классе Морского корпуса, он был произведён в гардемарины. На плавучей батарее «Первенец» плавал в Финском заливе.
30 августа 1878 года произведён в офицерский чин — мичман. На пароходе-фрегате «Смелый» ходил по Балтийскому морю и Финскому заливу.
В 1880 году окончил Николаевскую морскую академию, специализируясь по гидрографии.
7 апреля 1882 года избран членом Императорского Русского географического общества.
В 1882—1887 годах участвовал в экспедиции Гидрографического департамента Морского министерства по исследованию Онежского озёра.
В 1887 году был командирован во главе Арктической гидрографической экспедиции в Хайпудырскую губу и на архипелаг Новая Земля для определения ускорения силы тяжести посредством маятника.
По итогам экспедиций, за опубликованные работы по магнитным наблюдениям и определению силы тяжести был награждён двумя золотыми медалями и медалью имени Ф. П. Литке Русского Географического общества.
С 1894 по 1896 год подполковник Вилькицкий возглавлял гидрографическую экспедицию на пароходе «Лейтенант Овцын» и ряде вспомогательных судов, исследовавшей морское побережье на участке от устья Печоры до Енисея, в Енисейском заливе и Обской губе.
В 1898—1901 годах полковник Вилькицкий руководил исследованиями устьев рек Печора, Енисей, южной части Карского моря, составил подробные карты этого района.
С 1907 года — начальник Главного гидрографического управления (ГГУ), его заместителями были гидрографы Н. В. Морозов, Ф. К. Дриженко, Ю. М. Шокальский, М. Е. Жданко.
В 1909 году произведён в генерал-лейтенанты Корпуса флотских штурманов. Вилькицкий организовал при ГГУ штурманский офицерский класс. Под его руководством был разработан 30-летний план гидрографических работ во всех морях России и десятилетний план постройки маяков.
В 1912 году в Петербурге под руководством генерала А. И. Вилькицкого была проведена вторая Международная морская конференция по обеспечению безопасности мореплавания. Луи Рено, руководитель французской делегации на Международной морской конференции 1912 г., в частности, отмечал: «…В России образовалась группа гидрографов, которая служит предметом удивления для всех специалистов».
В 1912 году по инициативе Вилькицкого был учреждён особый Корпус гидрографов. Учреждение этого корпуса юридически закрепило в Российском флоте специальность гидрографа, способствовало повышению качества и эффективности навигационного обеспечения военного и транспортного флотов. В корпусе было 10 генеральских должностей, 72 штаб-офицерские (полковники, подполковники) и 124 обер-офицерские (капитан, штабс-капитан, поручик, подпоручик). Специалисты корпуса подразделялись на гидрографов и гидрографов-геодезистов. В Положении о корпусе были оговорены условия зачисления и прохождения службы. Выступил инициатором постройки специализированных гидрографических судов ледокольного типа «Вайгач» и «Таймыр»
В 1913 году А. И. Вилькицкий был зачислен в Корпус гидрографов со званием гидрографа-геодезиста, произведён в полные генералы Корпуса гидрографов и уволен со службы по болезни.
В течение службы Андрей Ипполитович был награждён орденами св. Станислава I степени, св. Владимира III степени, св. Анны III степени.
26 февраля (11 марта) 1913 года, на 54-м году жизни, генерал Вилькицкий скончался и был похоронен на Смоленском православном кладбище.59°56′37″ с. ш. 30°14′49″ в. д.

## Адреса в Санкт-Петербурге
- 1892—1895 — Офицерская улица (Декабристов — с 1918), 62;[8]
- 1895—1900 — Малая Мастерская (Мастерская — с 1912) улица, 9;
- 1900—1913 — набережная Екатерининского канала (Грибоедова — с конца 1920-х годов), 96.

## Память
- Именем Вилькицкого названы мыс, ледник, гора и залив на архипелаге Новая Земля, остров и острова Вилькицкого в Карском и острова в Восточно-Сибирском морях.
- На доме по адресу: набережная канала Грибоедова, 96 в 2002 году была установлена мемориальная доска (архитектор —Т. Н. Милорадович)[9].
- Океанографическое исследовательское судно проекта 850 Балтийского, затем Северного флотов ВМФ СССР и РФ в 1965—1995 годах, ледокол «Андрей Вилькицкий».
- Именем Андрея и его сына Бориса Вилькицких назван новый бульвар на Васильевском острове Санкт-Петербурга в 2017 г.
- В 1997 году именем Андрея и Бориса Вилькицких была названа малая планета Wilkickia[10], открытая в сентябре 1982 года Н. С. Черных.
- «Андрей Вилькицкий» — российское дизель-электрическое ледокольное судно обеспечения проекта Aker Arc 130A (IBSV01). Разработан по заказу «Газпром нефти» для обеспечения отгрузки нефти с Новопортовского месторождения через терминал «Ворота Арктики».

## Семья
Андрей Ипполитович Вилькицкий — отец российского гидрографа Бориса Вилькицкого.